# 大曲市
大曲市（日语：／ Ōmagari shi */?）是秋田縣的一個已不存在的市。2005年，與其他市町村合併設立大仙市。
日本动漫作品《蜡笔小新》中野原新之助的父亲野原广志出生在大曲市，在动画中也多次出现该地的场景。

## 地理
- 山:大平山（姬神山）
- 河川:雄物川、丸子川、玉川
- 湖沼:

## 历史
- 1954年（昭和29年）5月3日 - 仙北郡大曲町、花館村、內小友村、大川西根村、藤木村、四屋村合併，大曲市誕生。
- 1955年（昭和30年）4月1日 - 平鹿郡角間川町編入。
- 2005年（平成17年）3月22日 - 合併為大仙市。